# Akira Ota
Akira Ota –en japonés: 太田章, Ōta Akira– (Akita, 8 de abril de 1957) es un deportista japonés que compitió en lucha libre.
Participó en tres Juegos Olímpicos de Verano, entre los años 1984 y 1992, obteniendo en total dos medallas de plata, en Los Ángeles 1984 y Seúl 1988, ambas en la categoría de 90 kg. En los Juegos Asiáticos de 1982 consiguió la medalla de bronce en la misma categoría. 
Ganó dos medallas en el Campeonato Asiático de Lucha, oro en 1981 y bronce en 1992.

## Palmarés internacional
| Juegos Olímpicos    | Juegos Olímpicos             | Juegos Olímpicos  | Juegos Olímpicos |
| Año                 | Lugar                        | Medalla           | Categoría        |
| ------------------- | ---------------------------- | ----------------- | ---------------- |
| 1984                | Los Ángeles (Estados Unidos) | Medalla de plata  | 90 kg            |
| 1988                | Seúl (Corea del Sur)         | Medalla de plata  | 90 kg            |
| Juegos Asiáticos    |                              |                   |                  |
| Año                 | Lugar                        | Medalla           | Categoría        |
| 1982                | Nueva Delhi (India)          | Medalla de bronce | 90 kg            |
| Campeonato Asiático |                              |                   |                  |
| Año                 | Lugar                        | Medalla           | Categoría        |
| 1981                | Lahore (Pakistán)            | Medalla de oro    | 82 kg            |
| 1992                | Teherán (Irán)               | Medalla de bronce | 90 kg            |